# San Marcoplein

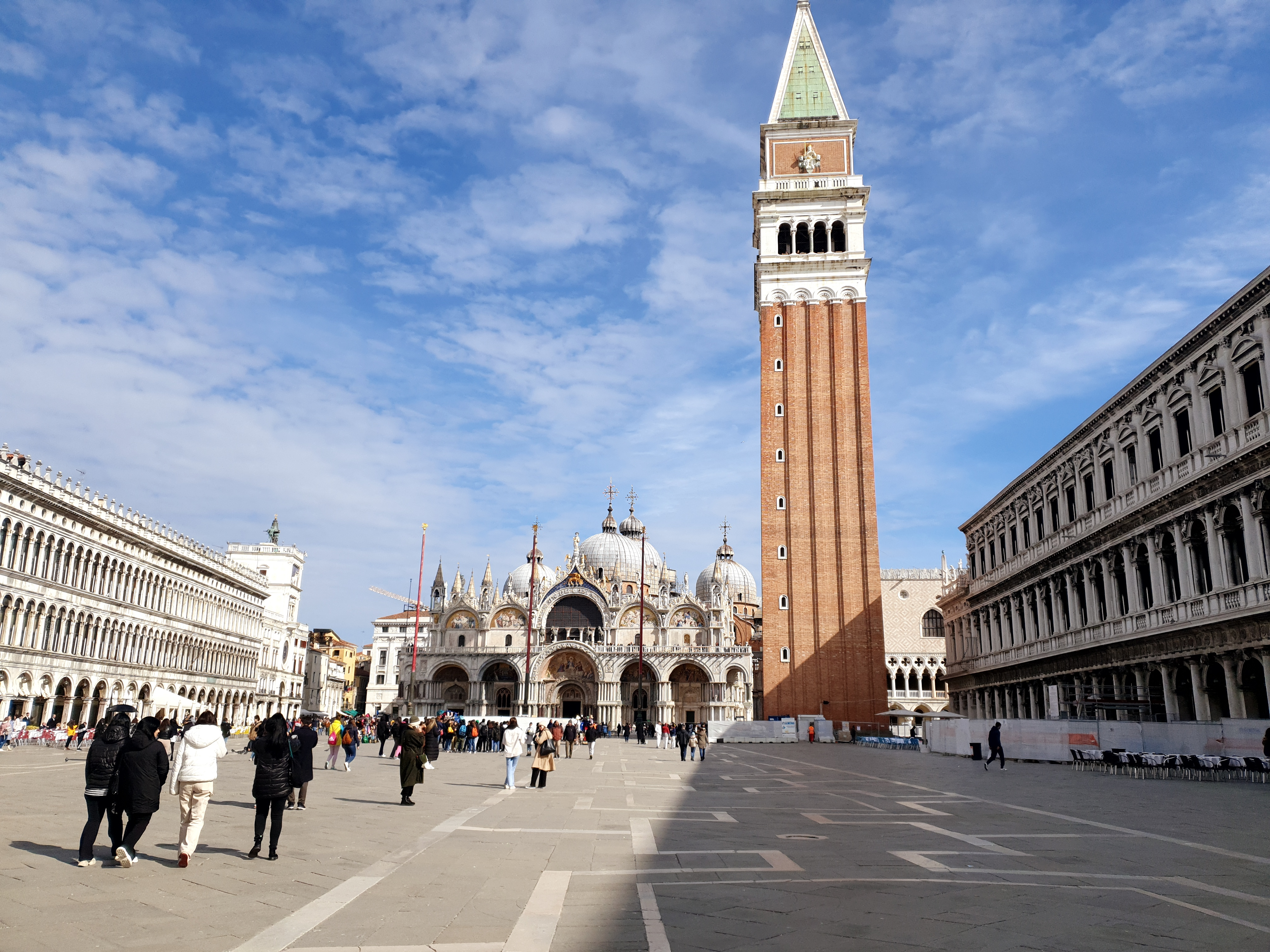
Het San Marcoplein

Het San Marcoplein (Piazza San Marco) is het centrale plein van de Italiaanse stad Venetië.
Aan het plein bevinden zich onder andere de ingang van het Dogepaleis en de San Marco, de kathedraal van Venetië. Verder staan er de Biblioteca Marciana, de Campanile en de klokkentoren Torre dell'Orologio die gebouwd werd tussen 1496 en 1499. Ook zijn hier de musea Museo Correr en het Archeologisch Museum te vinden. Achter het San Marcoplein is Bacino Orseolo, een opstapplaats voor gondelvaarten.
Op het San Marcoplein zijn terrassen. Aan het plein is een galerij met winkels en horecagelegenheden, waaronder het Caffè Florian, een bekend koffiehuis uit 1720.
Het kwam bij hoge waterstanden regelmatig voor dat het plein onderliep. Dit probleem is tussen 2003 en 2020 opgelost met de aanleg van het MOSE-project, een stormvloedkering die bij hoge waterstanden de Adriatische Zee afsluit. Deze kering heeft op 3 oktober 2020 voor het eerst zijn nut bewezen. Het resultaat is dat de mensen op het plein sindsdien ook bij hoogwater droge voeten houden.

## Galerij

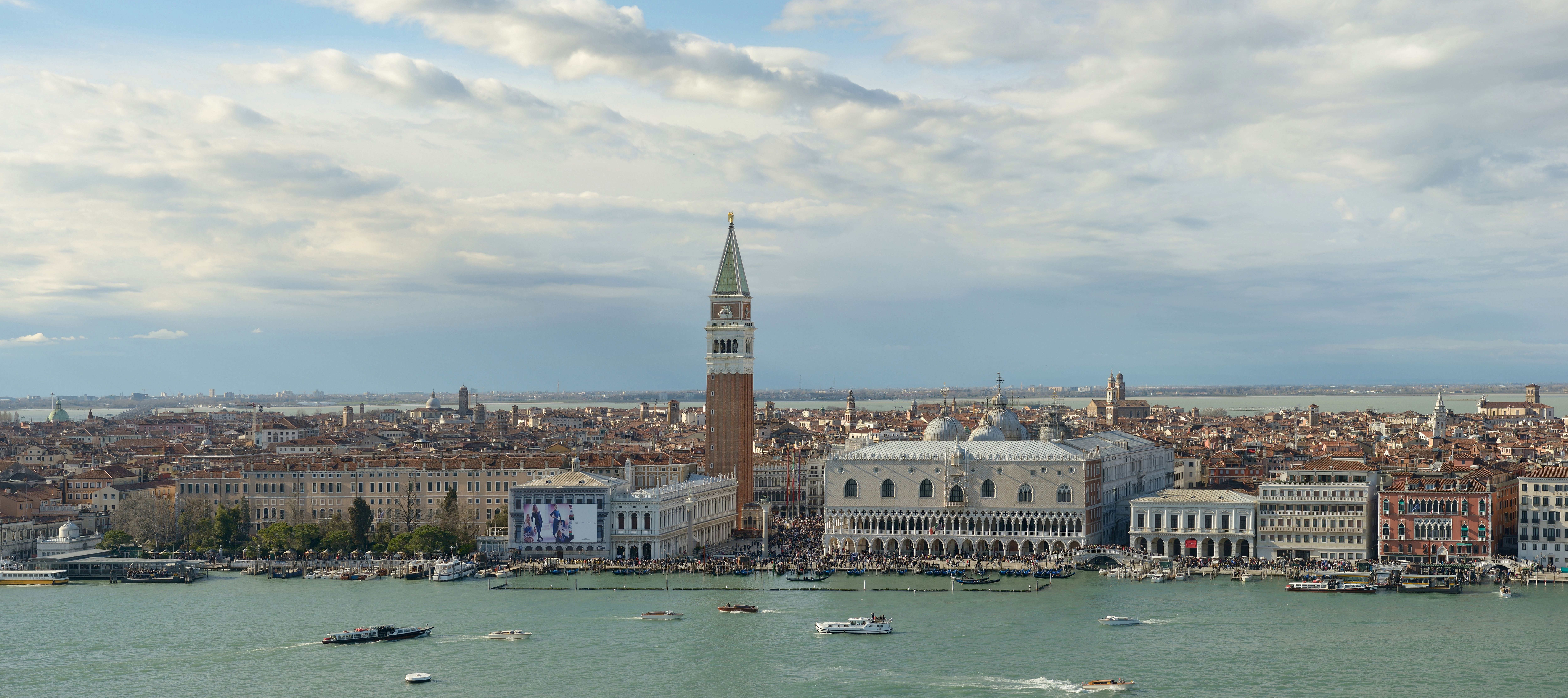
Panorama van het San Marcoplein en Venetië
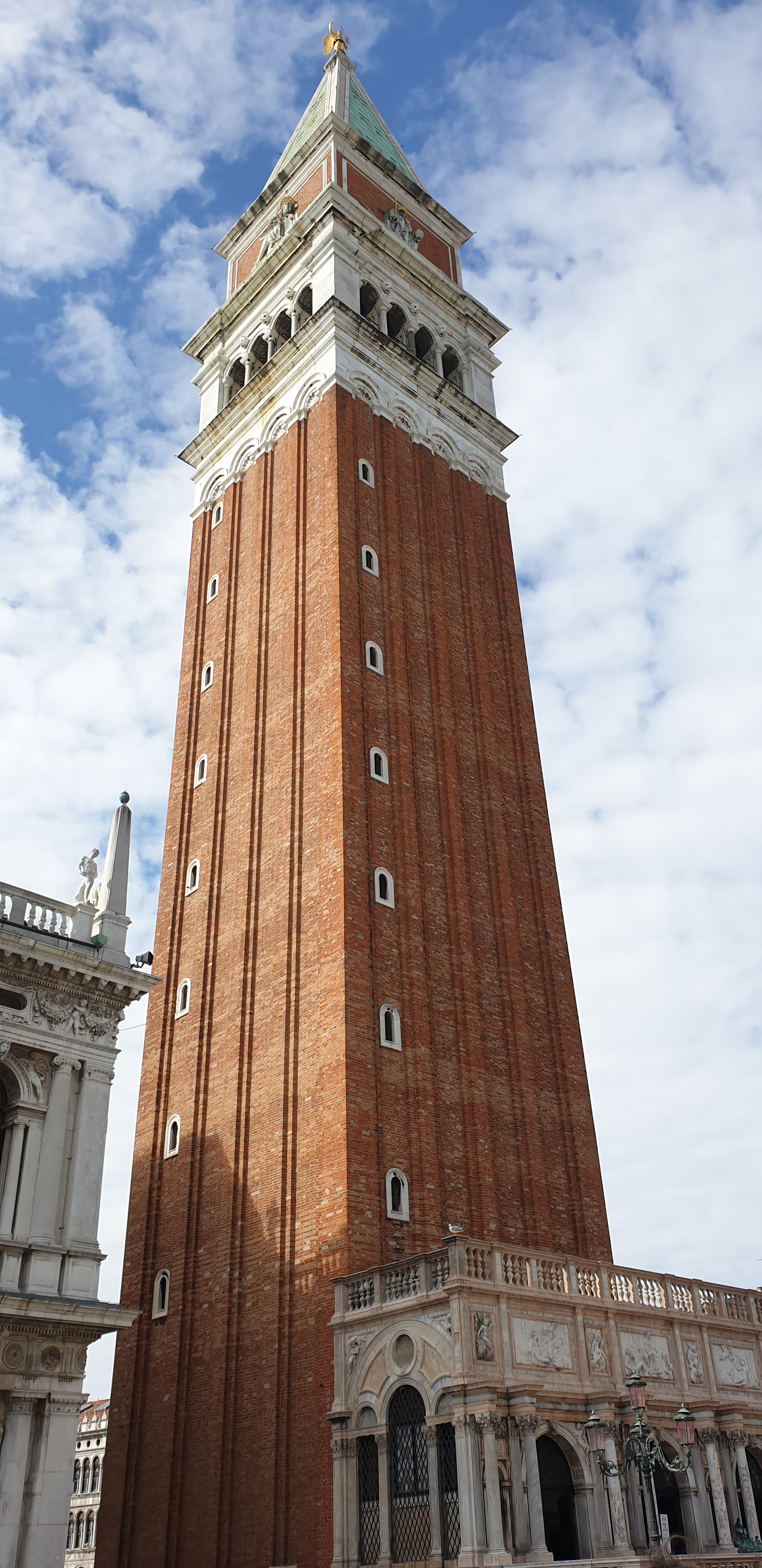
San Marcoplein klokkentoren
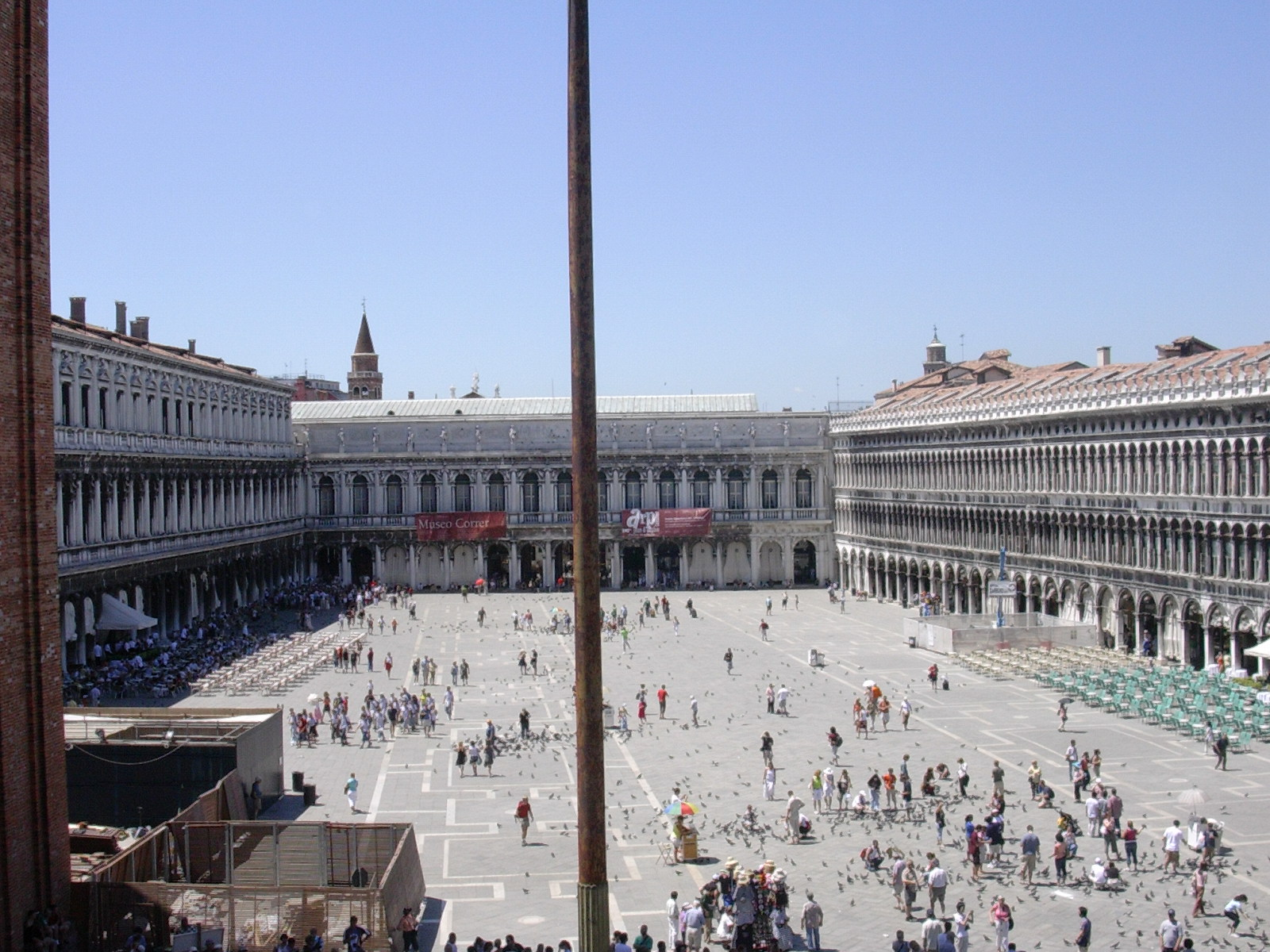
Het San Marcoplein
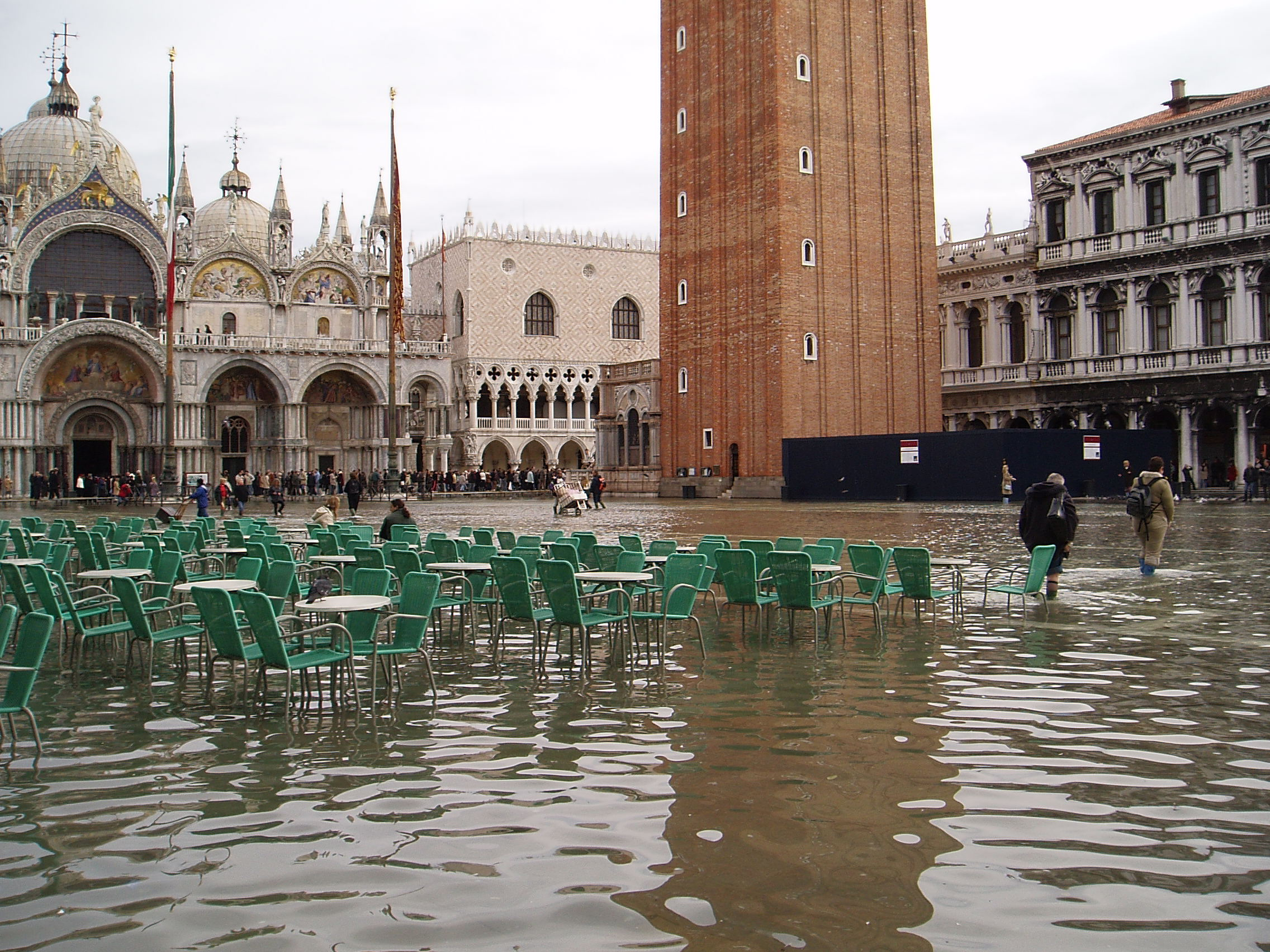
Hoog water op het San Marcoplein
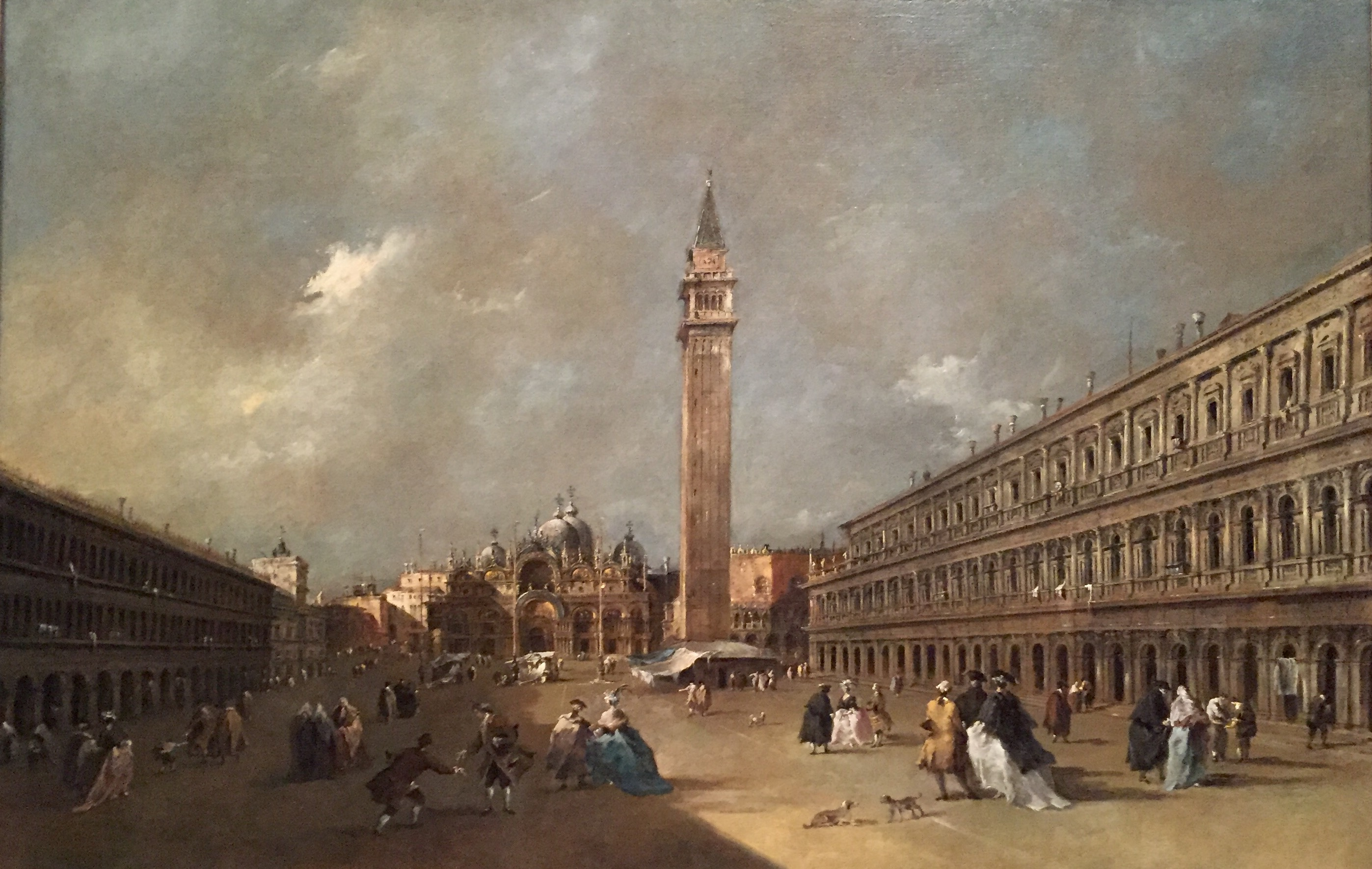
Schilderij van Francesco Guardi
Schilderij van Giovanni Battista Cimaroli
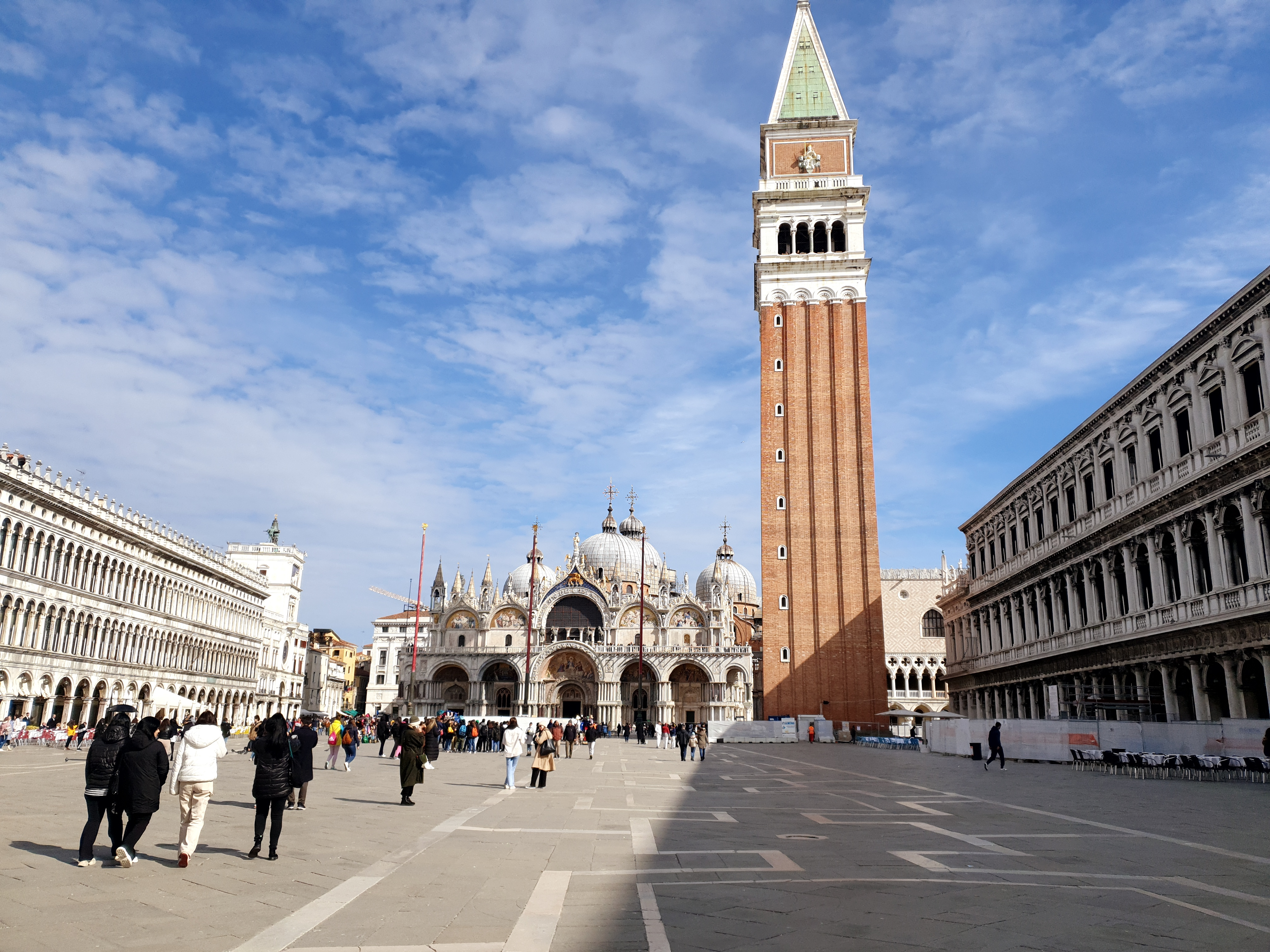
San Marcoplein